# Équipe cycliste Platform
L'équipe cycliste Platform, officiellement Platform Pro Cycling est une équipe cycliste féminine canadienne. Elle court avec une licence d'équipe continentale entre 2020 et 2023. 

## Classements UCI
Ce tableau présente les places de l'équipe au classement de l'Union cycliste internationale en fin de saison, ainsi que la meilleure cycliste au classement individuel de chaque saison.
| Année | Classement par équipes | Meilleure coureuse au classement individuel |
| 2021  | 32e                    | Vera Looser (90e)                           |

## Encadrement
Le directeur sportif est Clarke Shawn. Il est assisté de Laura Brown. La représentante de l'équipe auprès de l'UCI est Elizabeth Garvie.

## Instafund Racing en 2022

### Effectif
| Effectif 2022      | Effectif 2022     | Effectif 2022    | Effectif 2022                               |
| Cycliste           | Date de naissance | Pays             | Équipe précédente                           |
| ------------------ | ----------------- | ---------------- | ------------------------------------------- |
| Isabella Bertold   | 4 février 1991    | Canada           |                                             |
| Helena Coney       | 7 février 1983    | Canada           | Team Illuminate (2021)                      |
| Heidi Franz        | 14 janvier 1995   | États-Unis       | Rally Cycling (2021)                        |
| Holly Henry        | 27 mars 1998      | Canada           |                                             |
| Rylee McMullen     | 19 juillet 1995   | Nouvelle-Zélande | Andy Schleck-CP NVST-Immo Losch (2021)      |
| Stella Nightingale | 14 février 2001   | Nouvelle-Zélande | Mike Greer Homes Womens Cycling Team (2019) |
| Doris Schweizer    | 28 août 1989      | Suisse           | Bizkaia-Durango (2019)                      |
| Maddy Ward         | 25 juillet 1994   | États-Unis       | Tibco-Silicon Valley Bank (2021)            |
|                    |                   |                  |                                             |
| Source : UCI       |                   |                  |                                             |

### Victoires

#### Sur route
| Victoires | Victoires                            | Victoires  | Victoires | Victoires   | Victoires |
| Date      | Course                               | Pays       | Classe    | Vainqueur   |           |
| --------- | ------------------------------------ | ---------- | --------- | ----------- | --------- |
| 30 avr.   | 4e étape du Tour of the Gila         | États-Unis | 2.2       | Maddy Ward  |           |
| 20 mai    | 2e étape de la Joe Martin Stage Race | États-Unis | 2.2       | Heidi Franz |           |

### Classement mondial
| Classement UCI | Classement UCI | Classement UCI   | Classement UCI |
| Coureuse       | Coureuse       | Pays             | Points         |
| -------------- | -------------- | ---------------- | -------------- |
| 510e           | Heidi Franz    | États-Unis       | 46 pts         |
| 584e           | Maddy Ward     | États-Unis       | 36 pts         |
| 935e           | Rylee McMullen | Nouvelle-Zélande | 10 pts         |
| 1310e          | Helena Coney   | Canada           | 1 pt           |